# Neolalage
Genre
Neolalage est un genre monotypique de passereaux de la famille des Monarchidae.

## Liste des espèces
Selon la classification de référence du Congrès ornithologique international (version 6.4, 2016) :
- Neolalage banksiana (Gray, GR, 1870)